# Dupuy Jamain
'Dupuy Jamain' est un cultivar de rosier obtenu en 1868 par le rosiériste et horticulteur parisien Hippolyte Jamain (1818-1884). Cette variété est toujours fort appréciée en Angleterre et aux États-Unis.

## Description
Cet hybride remontant présente de grosses roses doubles (17-25 pétales) de couleur rose foncé à rouge atténué fortement parfumées. Elles fleurissent en bouquets et ont besoin de fertilisant pour remonter après l'été.
Son buisson très érigé est presque inerme et s'élève de 150 à 180 cm pour 90 cm de largeur.
Sa zone de rusticité est de 6b à 9b, il supporte donc bien les rigueurs de l'hiver. C'est une variété très saine résistante aux maladies.
Cette variété doit son nom au beau-frère de l'obtenteur, horticulteur parisien de renom de l'époque, mort le 9 mai 1888 à l'âge de 72 ans. Elle était à la mode sous la Troisième République, mais a été rapidement détrônée par les hybrides de thé plus remontants. Elle est toutefois toujours très présente dans les catalogues britanniques et américains et présente dans certaines pépinières d'Europe centrale, mais peu commercialisée ailleurs car elle nécessite constamment des soins particuliers.
On peut l'admirer dans les grandes roseraies européennes, comme à l'Europa-Rosarium de Sangerhausen en Allemagne.